# Aviation légère de l'armée ukrainienne
L'aviation de l'armée ukrainienne (en ukrainien : Армійська авіація України) est la composante aérienne de l'Armée de terre ukrainienne. Ses missions consistent à apporter un soutien mobile aux troupes de l'armée de terre en termes de transport ou d'appui aérien rapproché.
L'aviation de l'armée est équipée d'hélicoptères Mil Mi-2, Mil Mi-8 et Mil Mi-24.

## Missions
Les missions de l'aviation de l'armée ukrainienne incluent :
- la conduite de missions de reconnaissance ;
- l'attaque au sol des troupes et équipements ennemis ;
- la mise en place d'un appui aérien rapproché et de moyens de ravitaillement pour les troupes au sol ;
- la conduite de missions de recherche et sauvetage ainsi que d'évacuation médicale.

## Historique
Durant la guerre du Donbass, puis surtout depuis le début de l'invasion de l'Ukraine par la Russie, la défense antiaérienne des deux belligérants interdit quasiment l'appui tactique direct ; de février 2022 à septembre 2023, les Forces armées ukrainiennes perdent au moins 35 hélicoptères selon le site Oryx (24 Mi-8, cinq Mi-2, quatre Mi-24, un Mi-14PS et un H225). Les unités d'hélicoptères se limitent donc rapidement au transport en arrière du front, ainsi qu'à des tirs indirects avec des roquettes.
Pour compenser ses pertes, l'Ukraine a reçu livraison d'hélicoptères, surtout de fabrication soviétique, offerts par d'autres États :
- les États-Unis (20 Mi-17V5 et un Mi-8MT) ;
- la Croatie (onze Mi-8MTV-1, deux Mi-8T et un Mi-8PS) ;
- la Pologne (douze Mi-24V) ;
- la Macédoine (dix Mi-24V et deux Mi-24K) ;
- le Portugal (six Ka-32A11BC, une version civile) ;
- la Lettonie (quatre Mi-8 ou Mi-17 et deux Mi-2) ;
- la Slovaquie (un Mi-2 et quatre Mi-17) ;
- la Tchéquie (quatre Mi-24V) ;
- le Royaume-Uni (trois Westland Sea King, destinés aux opérations au-dessus de la mer) ;
- la Lituanie (deux Mi-8)[3].

## Organisation

Symbole OTAN pour une brigade d'aviation de l'armée.

Chacune des brigades d'aviation de l'armée est composée d'un escadron d'hélicoptères polyvalents Mil Mi-8, d'un escadron d'hélicoptères d'attaque Mil Mi-24 et d'une escadrille d'hélicoptères de transport léger Mil Mi-2. La 12e brigade dispose également d'une escadrille de quatre hélicoptères de transport lourd Mi-26 retirés du service actif depuis les années 2000 mais entreposés et maintenus en état.
La taille nominale d'un escadron de l'aviation de l'armée ukrainienne est de 20 hélicoptères. Cet escadron est ensuite subdivisé en cinq escadrilles de quatre hélicoptères. Cependant, en raison de l'attrition subie (en combat et en dehors) depuis 2014 dans la guerre russo-ukrainienne, la plupart des escadrons ne comptent en réalité qu'entre 14 et 20 appareils. Le cas d'attrition le plus extrême étant la 18e brigade de Poltava, dont l'escadron de Mi-24 est réduit à une seule escadrille.

### Unités
| Emblème | Unité                             | Base                              | Appareils en service                          |
| ------- | --------------------------------- | --------------------------------- | --------------------------------------------- |
|         | 11e brigade d'aviation de l'armée | Aéroport international de Kherson | - Mil Mi-2 - Mil Mi-8 - Mil Mi-24             |
|         | 12e brigade d'aviation de l'armée | Base aérienne de Sambir           | - Mil Mi-2 - Mil Mi-8 - Mil Mi-24 - Mil Mi-26 |
|         | 16e brigade d'aviation de l'armée | Base aérienne de Brody            | - Mil Mi-2 - Mil Mi-8 - Mil Mi-24             |
|         | 18e brigade d'aviation de l'armée | Base aérienne de Poltava          | - Mil Mi-2 - Mil Mi-8 - Mil Mi-24             |